# 4 رجب
- السبت
- الأحد
- الاثنين
- الثلاثاء
- الأربعاء
- الخميس
- الجمعة

- 2728 ديسمبر 2024
- 2829 ديسمبر 2024
- 2930 ديسمبر 2024
- 3031 ديسمبر 2024
- 11 يناير 2025
- 22 يناير 2025
- 33 يناير 2025
- 44 يناير 2025
- 55 يناير 2025
- 66 يناير 2025
- 77 يناير 2025
- 88 يناير 2025
- 99 يناير 2025
- 1010 يناير 2025
- 1111 يناير 2025
- 1212 يناير 2025
- 1313 يناير 2025
- 1414 يناير 2025
- 1515 يناير 2025
- 1616 يناير 2025
- 1717 يناير 2025
- 1818 يناير 2025
- 1919 يناير 2025
- 2020 يناير 2025
- 2121 يناير 2025
- 2222 يناير 2025
- 2323 يناير 2025
- 2424 يناير 2025
- 2525 يناير 2025
- 2626 يناير 2025
- 2727 يناير 2025
- 2828 يناير 2025
- 2929 يناير 2025
- 3030 يناير 2025
- 131 يناير 2025

4 رجب أو 4 رجب الفرد أو 4 رجب المُرجَّب أو يوم 4 \ 7 (اليوم الرابع من الشهر السابع) هو اليوم الحادي والثمانون بعد المائة (181) من أيَّام السنة (أو الثاني والثمانون بعد المائة لو كان شهر جمادى الآخرة مُتممًا لليوم الثلاثين أو الثالث والثمانون بعد المائة لو أتم كلاً من صفر وربيع الآخر وجمادى الآخرة ثلاثين يوماً) وفق التقويم الهجري القمري (العربي). يبقى بعده 173 أو 174 يومًا لانتهاء السنة.

## أحداث
- 12 هـ - فتْح المسلمين لمدينة الأنبار بقيادة خالد بن الوليد، وذلك بعد أن تم له فتح الحيرة، وذلك في جبهة فارس التي تولى فتحها بعد معركة اليمامة في حروب الردة.
- 199 هـ - انتصار ابن طباطبا على والي الكوفة من قبل الخليفة العباسي المأمون بعد أن استفحل أمره خاصة بعد انضمام أهل الكوفة والأعراب إليه إلا أنه توفي فجأة صبيحة انتصاره، واستمرت حركته من بعده، وعظم أمرها إلى أن قضى عليها العباسيون.
- 948 هـ - العثمانيون يحققون انتصارًا باهرًا على الإسبان والنصارى الأوروبيين الذين هاجموا الجزائر بقوات ضخمة، وقد قتل من الصليبيين في معركة «الجزائر» أكثر من 20 ألفًا، وأسر العثمانيون حوالي 130 سفينة صليبية. ولم تفكر أي قوة أوروبية بعدها في احتلال الجزائر حتى كان الاحتلال الفرنسي بعد قرون.
- 1106 هـ - الأسطول العثماني يشتبك مع الأسطول البندقي في معركة بحرية قرب جزر قويون، غرقت خلالها 9 سفن للبندقية دون أن تغرق أي من السفن العثمانية.
- 1334 هـ - القائد العام للجيش الرابع العثماني وناظر البحرية «أحمد جمال باشا» الملقب بـ «السفاح» يعدم 21 وطنيًّا وإصلاحيًّا في بيروت ودمشق بعد اتهامهم بالعمالة لأعداء الدولة ولمناهضتهم سياسة حزب الاتحاد والترقي العنصرية.
- 1368 هـ - كمال جنبلاط يؤسس الحزب التقدمي الاشتراكي في لبنان.
- 1411 هـ - العراق يطلق صاروخ سكود على إسرائيل تسبب بوقوع 15 إصابة وذلك أثناء حرب الخليج الثانية.
- 1433 هـ - وقوع مجزرة الحولة في سوريا.
- 1437 هـ - مجلس الوزراء السعودي يُعيد تنظيم عمل هيئة الأمر بالمعروف والنهي عن المُنكر وذلك عبر الحد من صلاحيَّاتها التنفيذيَّة ودفعها إلى التنسيق والتعاون مع أجهزة الأمن الداخلي السُعوديَّة الأُخرى.

## مواليد
- 1296 هـ - هدى شعراوي، مؤسسة الحركة النسائية في مصر.
- 1310 هـ - إبراهيم الواعظ، محامي وحقوقي وسياسي عراقي.
- 1360 هـ - أسامة أنور عكاشة، كاتب مصري.
- 1374 هـ - محمد حسين عبد الرحيم، ممثل عراقي.
- 1404 هـ - هيثم أحمد زكي، ممثل مصري.

## وفيات
- 692 هـ - ابن عبد الظاهر، كاتب ومؤرخ مسلم.
- 1403 هـ - أحمد بن المختار، شاعر وأديب تونسي.
- 1412 هـ - موسى صبري، مؤلف وأديب وصحفي مصري.
- 1426 هـ - أحمد ديدات، داعية إسلامي هندي جنوب أفريقي.
- 1432 هـ - راشد الحمود الجابر الصباح، أمين سر مجلس الأسرة الحاكمة في الكويت.

## وصلات خارجية
- موقع قصة الإسلام: حدث في شهر رجب.